# 호적메이트
《호적메이트》는 MBC TV에서 방송되는 텔레비전 프로그램이며 2022년 1월 4일 ~ 2023년 1월 17일에 방영되었으며 메인 MC 이경규는 2019년 《다시 쓰는 차트쇼 지금 1위는》 이후 해당 프로그램을 통해 MBC에 복귀하였다.

## 방송 시간
| 방송 채널 | 방송 기간                        | 방송 시간                   | 비고           |
| --------- | -------------------------------- | --------------------------- | -------------- |
| MBC TV    | 2021년 9월 21일                  | 화요일 저녁 7:30 ~ 밤 9:10  | 파일럿 (2부작) |
| MBC TV    | 2021년 9월 22일                  | 수요일 저녁 7:30 ~ 밤 9:00  | 파일럿 (2부작) |
| MBC TV    | 2022년 1월 4일 ~ 2023년 1월 17일 | 매주 화요일 밤 9:00 ~ 10:30 | 정규 편성      |

## 진행자

### 현재 진행자
| 역대 | 출연진          | 방송 기간                         | 회차       | 비고 |
| ---- | --------------- | --------------------------------- | ---------- | ---- |
| 1대  | 이경규          | 2022년 1월 4일 ~ 2023년 1월 17일  | 1회 ~ 47회 |      |
| 1대  | 김정은          | 2022년 1월 4일 ~ 2023년 1월 17일  | 1회 ~ 47회 |      |
| 1대  | 딘딘            | 2022년 1월 4일 ~ 2023년 1월 17일  | 1회 ~ 47회 |      |
| 2대  | 조준호 & 조준현 | 2022년 1월 18일 ~ 2023년 1월 17일 | 3회 ~ 47회 |      |

### 이전 진행자
| 역대 | 출연진 | 방송 기간                         | 회차        | 비고 |
| ---- | ------ | --------------------------------- | ----------- | ---- |
| 3대  | 허재   | 2022년 2월 1일 ~ 2022년 3월 29일  | 5회 ~ 11회  |      |
| 3대  | 허재   | 2022년 4월 19일 ~ 2022년 5월 10일 | 14회 ~ 17회 |      |

## 역대 출연진
| 출연진                        | 관계        | 방송 기간                           | 회차        | 비고 |
| ----------------------------- | ----------- | ----------------------------------- | ----------- | ---- |
| 김정은 & 김정민               | 자매        | 2022년 1월 4일 ~ 2022년 1월 11일    | 1회 ~ 2회   |      |
| 김정은 & 김정민               | 자매        | 2022년 2월 1일                      | 5회         |      |
| 김정은 & 김정민               | 자매        | 2022년 3월 1일                      | 7회         |      |
| 김정은 & 김정민               | 자매        | 2022년 4월 19일                     | 14회        |      |
| 김정은 & 김정민               | 자매        | 2022년 5월 17일                     | 18회        |      |
| 김정은 & 김정민               | 자매        | 2022년 5월 31일 ~ 2022년 6월 7일    | 20회 ~ 21회 |      |
| 육준서 & 육준희               | 형제        | 2022년 1월 4일 ~ 2022년 1월 11일    | 1회 ~ 2회   |      |
| 홍지윤 & 홍주현               | 자매        | 2022년 1월 4일 ~ 2022년 1월 11일    | 1회 ~ 2회   |      |
| 홍지윤 & 홍주현               | 자매        | 2022년 1월 25일                     | 4회         |      |
| 홍지윤 & 홍주현               | 자매        | 2022년 3월 1일                      | 7회         |      |
| 홍지윤 & 홍주현               | 자매        | 2022년 8월 23일                     | 31회        |      |
| 최수진 & 수영                 | 자매        | 2022년 1월 18일                     | 3회         |      |
| 조준호 & 조준현               | 쌍둥이 형제 | 2022년 1월 18일 ~ 2022년 4월 12일   | 3회 ~ 13회  |      |
| 조준호 & 조준현               | 쌍둥이 형제 | 2022년 4월 26일                     | 15회        |      |
| 조준호 & 조준현               | 쌍둥이 형제 | 2022년 5월 10일                     | 17회        |      |
| 조준호 & 조준현               | 쌍둥이 형제 | 2022년 5월 24일                     | 19회        |      |
| 조준호 & 조준현               | 쌍둥이 형제 | 2022년 6월 28일 ~ 2022년 7월 5일    | 24회 ~ 25회 |      |
| 조준호 & 조준현               | 쌍둥이 형제 | 2022년 7월 26일 ~ 2022년 8월 2일    | 28회 ~ 29회 |      |
| 조준호 & 조준현               | 쌍둥이 형제 | 2022년 8월 30일                     | 32회        |      |
| 조준호 & 조준현               | 쌍둥이 형제 | 2022년 10월 18일                    | 38회        |      |
| 조준호 & 조준현               | 쌍둥이 형제 | 2022년 11월 29일                    | 40회        |      |
| 조준호 & 조준현               | 쌍둥이 형제 | 2022년 12월 20일                    | 43회        |      |
| 조준호 & 조준현               | 쌍둥이 형제 | 2023년 1월 3일 ~ 2023년 1월 17일    | 45회 ~ 47회 |      |
| 김진우 & 김진희               | 남매        | 2022년 1월 18일 ~ 2022년 1월 25일   | 3회 ~ 4회   |      |
| 김진우 & 김진희               | 남매        | 2022년 8월 2일                      | 29회        |      |
| 박민하 4남매                  | 남매        | 2022년 2월 1일 ~ 2022년 2월 22일    | 5회 ~ 6회   |      |
| 김태원 & 김영아               | 남매        | 2022년 2월 22일                     | 6회         |      |
| 이경규 & 이예림 ❤️ 김영찬     | 가족        | 2022년 3월 8일 ~ 2022년 3월 15일    | 8회 ~ 9회   |      |
| 이경규 & 이예림 ❤️ 김영찬     | 가족        | 2022년 4월 5일 ~ 2022년 4월 12일    | 12회 ~ 13회 |      |
| 이경규 & 이예림 ❤️ 김영찬     | 가족        | 2022년 6월 14일 ~ 2022년 7월 5일    | 22회 ~ 25회 |      |
| 이경규 & 이예림 ❤️ 김영찬     | 가족        | 2023년 1월 3일                      | 45회        |      |
| 이경규 & 이예림               | 부녀        | 2022년 3월 22일 ~ 2022년 3월 29일   | 10회 ~ 11회 |      |
| 이경규 & 이예림               | 부녀        | 2022년 7월 12일 ~ 2022년 7월 19일   | 26회 ~ 27회 |      |
| 이경규 & 이예림               | 부녀        | 2022년 8월 30일 ~ 2022년 9월 27일   | 32회 ~ 35회 |      |
| 이경규 & 이예림               | 부녀        | 2022년 10월 11일 ~ 2022년 11월 15일 | 37회 ~ 39회 |      |
| 이경규 & 이예림               | 부녀        | 2022년 12월 6일 ~ 2022년 12월 13일  | 41회 ~ 42회 |      |
| 이경규 & 이예림               | 부녀        | 2023년 1월 10일 ~ 2023년 1월 17일   | 46회 ~ 47회 |      |
| 정혜성 3남매                  | 남매        | 2022년 3월 8일 ~ 2022년 3월 15일    | 8회 ~ 9회   |      |
| 허재 & 허훈                   | 부자        | 2022년 3월 29일                     | 11회        |      |
| 허송연 & 허영지               | 자매        | 2022년 4월 5일 ~ 2022년 4월 12일    | 12회 ~ 13회 |      |
| 딘딘 & 임아리                 | 남매        | 2022년 4월 19일 ~ 2022년 4월 26일   | 14회 ~ 15회 |      |
| 이경규 & 이순애               | 남매        | 2022년 4월 19일 ~ 2022년 4월 26일   | 14회 ~ 15회 |      |
| 이경규 & 이순애               | 남매        | 2022년 5월 31일 ~ 2022년 6월 7일    | 20회 ~ 21회 |      |
| 이경규 & 이순애               | 남매        | 2022년 8월 16일 ~ 2022년 8월 23일   | 30회 ~ 32회 |      |
| 허재 & 허웅 & 허훈            |             | 2022년 5월 3일                      | 16회        |      |
| 방민아 & 방현아               | 자매        | 2022년 5월 17일                     | 18회        |      |
| 황대헌 & 황대윤               | 형제        | 2022년 5월 24일                     | 19회        |      |
| 황대헌 & 황대윤               | 형제        | 2022년 6월 28일 ~ 2022년 7월 5일    | 24회 ~ 25회 |      |
| 돈 스파이크 & 김민지          | 남매        | 2022년 5월 31일                     | 20회        |      |
| 곽윤기 & 곽윤영               | 남매        | 2022년 6월 7일 ~ 2022년 6월 14일    | 21회 ~ 22회 |      |
| 곽윤기 & 곽윤영               | 남매        | 2022년 8월 23일                     | 31회        |      |
| 이지훈 & 이한나               | 남매        | 2022년 6월 14일 ~ 2022년 6월 21일   | 22회 ~ 23회 |      |
| 최성민 & 최예나               | 남매        | 2022년 6월 21일                     | 23회        |      |
| 최성민 & 최예나               | 남매        | 2022년 8월 16일                     | 30회        |      |
| 최성민 & 최예나               | 남매        | 2022년 10월 4일                     | 36회        |      |
| 랄랄 & 이나라                 | 자매        | 2022년 6월 28일                     | 24회        |      |
| 딘딘 & 임세리                 | 남매        | 2022년 7월 5일 ~ 2022년 7월 26일    | 25회 ~ 28회 |      |
| 딘딘 & 임세리                 | 남매        | 2022년 9월 27일 ~ 2022년 10월 4일   | 35회 ~ 36회 |      |
| 에릭 남 & 앤디남 & 브라이언남 | 형제        | 2022년 7월 12일 ~ 2022년 8월 2일    | 26회 ~ 29회 |      |
| 윤지성 & 윤슬기               | 남매        | 2022년 8월 30일                     | 32회        |      |
| 정지웅 & 정지휜               | 형제        | 2022년 9월 13일 ~ 2022년 9월 20일   | 33회 ~ 34회 |      |
| 정지웅 & 정지휜               | 형제        | 2022년 11월 15일 ~ 2022년 11월 29일 | 39회 ~ 40회 |      |
| 정지웅 & 정지휜               | 형제        | 2022년 12월 27일                    | 44회        |      |
| 양정원 & 양한나               | 자매        | 2022년 9월 27일 ~ 2022년 10월 4일   | 35회 ~ 36회 |      |
| 현영 & 유동현 남매            | 가족        | 2022년 10월 11일                    | 37회        |      |
| 솔라 & 김용희                 | 자매        | 2022년 10월 18일                    | 38회        |      |
| 시미즈 & 심정은               | 자매        | 2022년 11월 29일                    | 40회        |      |
| 빅 나티 & 노경희              | 모자        | 2022년 12월 6일 ~ 2022년 12월 13일  | 41회 ~ 42회 |      |
| 이용주 & 이용기               | 형제        | 2022년 12월 6일 ~ 2022년 12월 13일  | 41회 ~ 42회 |      |
| 박준형 & 데니 안              | 형제        | 2022년 12월 20일 ~ 2022년 12월 27일 | 43회 ~ 44회 |      |
| 솔지 & 허주승                 | 남매        | 2022년 12월 20일                    | 43회        |      |
| 문빈 & 문수아                 | 남매        | 2023년 1월 10일                     | 46회        |      |
| 권영득 & 권영돈               | 형제        | 2023년 1월 17일                     | 47회        |      |

## 방영 목록

### 2022년
| 회차                                                              | 방송 날짜 | 출연진                                                           | 스페셜 MC                      | 비고 |
| ----------------------------------------------------------------- | --------- | ---------------------------------------------------------------- | ------------------------------ | ---- |
| 1                                                                 | 1월 4일   | 김정은&김정민, 육준서&육준희, 홍지윤&홍주현                      | 솔라                           |      |
| 2                                                                 | 1월 11일  | 김정은&김정민, 육준서&육준희, 홍지윤&홍주현                      | 솔라                           |      |
| 3                                                                 | 1월 18일  | 최수진&수영, 조준호&조준현, 김진우&김진희                        | 이미주                         |      |
| 4                                                                 | 1월 25일  | 홍지윤&홍주현, 조준호&조준현, 김진우&김진희                      | 이미주                         |      |
| 5                                                                 | 2월 1일   | 김정은&김정민, 박민하 4남매, 조준호&조준현                       | 이미주                         |      |
| 2월 8일 ~ 2월 15일 2022 베이징 동계 올림픽 중계방송으로 인한 결방 |           |                                                                  |                                |      |
| 6                                                                 | 2월 22일  | 조준호&조준현, 박민하 4남매, 김태원&김영아                       |                                |      |
| 7                                                                 | 3월 1일   | 김정은&김정민, 홍지윤&홍주현, 조준호&조준현                      |                                |      |
| 8                                                                 | 3월 8일   | 조준호&조준현, 이경규&이예림❤김영찬, 정혜성 3남매                | 아유미                         |      |
| 9                                                                 | 3월 15일  | 조준호&조준현, 이경규&이예림❤김영찬, 정혜성 3남매                | 아유미                         |      |
| 10                                                                | 3월 22일  | 이경규&이예림, 조준호&조준현                                     | 이예림                         |      |
| 11                                                                | 3월 29일  | 조준호&조준현, 허재&허훈, 이경규&이예림                          | 이예림                         |      |
| 12                                                                | 4월 5일   | 조준호&조준현, 이경규&이예림❤김영찬, 허송연&허영지               |                                |      |
| 13                                                                | 4월 12일  | 조준호&조준현, 이경규&이예림❤김영찬, 허송연&허영지               |                                |      |
| 14                                                                | 4월 19일  | 김정은&김정민, 이경규&이순애, 딘딘&임아리                        |                                |      |
| 15                                                                | 4월 26일  | 조준호&조준현, 이경규&이순애, 딘딘&임아리                        |                                |      |
| 16                                                                | 5월 3일   | 이경규&이예림❤️김영찬, 허재&허웅&허훈                            | 허웅                           |      |
| 17                                                                | 5월 10일  | 조준호&조준현, 이경규&이예림❤️김영찬                             | 허웅                           |      |
| 18                                                                | 5월 17일  | 김정은&김정민, 방민아&방현아                                     | 방민아                         |      |
| 19                                                                | 5월 24일  | 황대헌&황대윤, 조준호&조준현                                     | 방민아, 황대헌                 |      |
| 20                                                                | 5월 31일  | 돈 스파이크&김민지, 김정은&김정민, 이경규&이순애                 | 황대헌, 돈 스파이크            |      |
| 21                                                                | 6월 7일   | 김정은&김정민, 이경규&이순애, 곽윤기&곽윤영                      | 황대헌, 곽윤기                 |      |
| 22                                                                | 6월 14일  | 곽윤기&곽윤영, 이지훈&이한나, 이경규&이예림❤️김영찬              | 곽윤기, 최예나                 |      |
| 23                                                                | 6월 21일  | 이지훈&이한나, 이경규&이예림❤️김영찬, 최성민&최예나              | 곽윤기, 최예나                 |      |
| 24                                                                | 6월 28일  | 랄랄&이나라, 이경규&이예림❤️김영찬, 황대헌&황대윤, 조준호&조준현 | 랄랄, 황대헌                   |      |
| 25                                                                | 7월 5일   | 황대헌&황대윤, 조준호&조준현, 이경규&이예림❤️김영찬, 딘딘&임세리 | 황대헌, 이예림                 |      |
| 26                                                                | 7월 12일  | 이경규&이예림, 딘딘&임세리, 에릭 남&에디남&브라이언남            | 이예림                         |      |
| 27                                                                | 7월 19일  | 이경규&이예림, 딘딘&임세리, 에릭 남&에디남&브라이언남            | 이예림                         |      |
| 28                                                                | 7월 26일  | 조준호&조준현, 딘딘&임세리, 에릭 남&에디남&브라이언남            | 곽윤기, 황대헌                 |      |
| 29                                                                | 8월 2일   | 조준호&조준현, 김진우&김진희, 에릭 남&에디남&브라이언남          | 김진우 (위너)                  |      |
| 30                                                                | 8월 16일  | 최성민&최예나, 이경규&이순애                                     | 최성민, 홍지윤                 |      |
| 31                                                                | 8월 23일  | 곽윤기&곽윤영, 홍지윤&홍주현, 이경규&이순애                      | 최성민, 홍지윤, 곽윤기, 황대헌 |      |
| 32                                                                | 8월 30일  | 윤지성&윤슬기, 조준호&조준현, 이경규&이예림                      | 윤지성                         |      |
| 33                                                                | 9월 13일  | 이경규&이예림, 정지웅&정지휜                                     | 윤지성, 정은표                 |      |
| 34                                                                | 9월 20일  | 이경규&이예림, 정지웅&정지휜                                     | 이예림, 정은표, 양정원         |      |
| 35                                                                | 9월 27일  | 이경규&이예림, 양정원&양한나, 딘딘&임세리                        | 정은표, 양정원, 최예나         |      |
| 36                                                                | 10월 4일  | 최성민&최예나, 양정원&양한나, 딘딘&임세리                        | 양정원, 최예나                 |      |
| 37                                                                | 10월 11일 | 현영&유동현 남매, 이경규&이예림                                  | 현영, 이예림, 솔라             |      |
| 38                                                                | 10월 18일 | 솔라&김용희, 조준호&조준현, 이경규&이예림                        | 현영, 이예림, 솔라, 최예나     |      |
| 39                                                                | 11월 15일 | 정지웅&정지휜, 이경규&이예림                                     | 정은표, 정지휜, 이용주, 시미즈 |      |
| 40                                                                | 11월 29일 | 정지웅&정지휜, 시미즈&심정은, 조준호&조준현                      | 정은표, 정지휜, 시미즈, 최예나 |      |
| 41                                                                | 12월 6일  | 이경규&이예림, 이용주&이용기, 빅 나티&노경희                     | 이예림, 솔지, 빅 나티, 이용주  |      |
| 42                                                                | 12월 13일 | 이용주&이용기, 빅 나티&노경희, 이경규&이예림                     | 이예림, 솔지, 빅 나티, 이용주  |      |
| 43                                                                | 12월 20일 | 솔지&허주승, 조준호&조준현, 박준형&데니 안                       | 박준형, 데니 안, 솔지          |      |
| 44                                                                | 12월 27일 | 정지웅&정지휜, 박준형&데니 안                                    | 정은표, 박준형, 데니 안        |      |

### 2023년
| 회차 | 방송 날짜 | 출연진                                      | 스페셜 MC            | 비고                  |
| ---- | --------- | ------------------------------------------- | -------------------- | --------------------- |
| 45   | 1월 3일   | 조준호&조준현, 이경규&이예림❤️김영찬        |                      | 2023년 새해 특집 기획 |
| 46   | 1월 10일  | 문빈&문수아, 조준호&조준현, 이경규&이예림   | 문빈, 이예림         |                       |
| 47   | 1월 17일  | 권영득&권영돈, 조준호&조준현, 이경규&이예림 | 권영득, 권영돈, 문빈 |                       |

## 시청률

### 2022년
| 회차 | 방송일    | AGB 시청률      |
| 회차 | 방송일    | 대한민국 (전국) |
| ---- | --------- | --------------- |
| 1    | 1월 4일   | 3.2%            |
| 2    | 1월 11일  | 2.8%            |
| 3    | 1월 18일  | 3.2%            |
| 4    | 1월 25일  | 2.8%            |
| 5    | 2월 1일   | 3.4%            |
| 6    | 2월 22일  | 2.9%            |
| 7    | 3월 1일   | 3.2%            |
| 8    | 3월 8일   | 3.7%            |
| 9    | 3월 15일  | 3.1%            |
| 10   | 3월 22일  | 3.8%            |
| 11   | 3월 29일  | 3.7%            |
| 12   | 4월 5일   | 2.9%            |
| 13   | 4월 12일  | 2.8%            |
| 14   | 4월 19일  | 3.0%            |
| 15   | 4월 26일  | 2.8%            |
| 16   | 5월 3일   | 3.4%            |
| 17   | 5월 10일  | 3.2%            |
| 18   | 5월 17일  | 2.3%            |
| 19   | 5월 24일  | 2.1%            |
| 20   | 5월 31일  | 3.0%            |
| 21   | 6월 7일   | 2.9%            |
| 22   | 6월 14일  | 2.7%            |
| 23   | 6월 21일  | 2.6%            |
| 24   | 6월 28일  | 3.0%            |
| 25   | 7월 5일   | 2.9%            |
| 26   | 7월 12일  | 2.9%            |
| 27   | 7월 19일  | 3.0%            |
| 28   | 7월 26일  | 3.2%            |
| 29   | 8월 2일   | 2.5%            |
| 30   | 8월 16일  | 2.8%            |
| 31   | 8월 23일  | 2.7%            |
| 32   | 8월 30일  | 3.1%            |
| 33   | 9월 13일  | 3.5%            |
| 34   | 9월 20일  | 3.6%            |
| 35   | 9월 27일  | 3.0%            |
| 36   | 10월 4일  | 2.4%            |
| 37   | 10월 11일 | 3.2%            |
| 38   | 10월 18일 | 2.5%            |
| 39   | 11월 15일 | 2.8%            |
| 40   | 11월 29일 | 2.4%            |
| 41   | 12월 6일  | 2.9%            |
| 42   | 12월 13일 | 2.4%            |
| 43   | 12월 20일 | 3.1%            |
| 44   | 12월 27일 | 2.8%            |

### 2023년
| 회차 | 방송일   | AGB 시청률      |
| 회차 | 방송일   | 대한민국 (전국) |
| ---- | -------- | --------------- |
| 45   | 1월 3일  | 2.3%            |
| 46   | 1월 10일 | 2.1%            |
| 47   | 1월 17일 | 1.7%            |

## 결방 및 편성 변경 안내
2022년
- 2월 1일 : 설 특집으로 밤 9시 40분에 방송.
- 2월 8일 ~ 2월 15일 : 《2022 베이징 동계 올림픽》 중계방송으로 인한 결방.
- 8월 9일 : 2022년 한국 중부 집중호우 관련 뉴스특보 편성으로 인한 결방.
- 9월 6일 : 2022 카타르 월드컵 특집 김민재 더 몬스터 편성으로 인한 결방.
- 10월 25일 : MBC 스포츠 2022년 KBO 리그 플레이오프 2차전 《키움 히어로즈 VS LG 트윈스》 중계방송으로 인한 결방.
- 11월 1일 : 이태원 압사 사고 여파 및 특집 100분 토론 편성으로 인한 결방.
- 11월 8일 : MBC 스포츠 2022년 한국시리즈 6차전 《키움 히어로즈 VS SSG 랜더스》 중계방송으로 인한 결방.
- 11월 22일 : 2022 카타르 월드컵 조별리그 D조 1차전 《덴마크 VS 튀니지》 중계방송으로 인한 결방.